# Тайлер Рейк: Операция по спасению
«Тайлер Рейк: Операция по спасению» (англ. Extraction — «Эвакуация», дословно — «Извлечение») — американский фильм в жанре боевик режиссёра Сэма Харгрейва по сценарию Джо Руссо, основанный на комиксе «Ciudad» Энди Паркса, Джо Руссо, Энтони Руссо, Фернандо Леона Гонсалеса и Эрика Скиллмана. Главные роли в фильме исполнили Крис Хемсворт, Рудракш Джайсвал, Дэвид Харбор, Панкадж Трипати, Рандип Худа, Гольшифте Фарахани, Марк Донато, Фэй Мастерсон и Дерек Люк.
Фильм был выпущен во всём мире на Netflix 24 апреля 2020 года. Он получил неоднозначные отзывы критиков, которые высоко оценили актёрскую игру и экшн-сцены, но остались недовольны сюжетом и чрезмерным насилием. «Тайлер Рейк» стал самым популярным оригинальным фильмом в истории Netflix.

## Сюжет
После школьных занятий Ови Махаджан, сын находящегося в заключении индийского наркобарона, пробирается из своего дома в Мумбаи в клуб, где его похищают сотрудники полиции, работающие на конкурирующего наркобарона Амира Асифа. Саджу Рав, бывший спецназовец индийской армии и охранник Ови, навещает отца Ови в тюрьме. Не имея средств на уплату выкупа, Ови Махаджан-старший приказывает Саджу вернуть сына и угрожает семье Саджу.
Тайлер Рейк, нелегальный наёмник и бывший боец австралийского спецназа (SASR), получает предложение от своей подруги Ник Хан спасти Ови, которого удерживают в Дакке (Бангладеш). Команда Рейка и Хан готовится эвакуировать Ови, а люди его отца обещают заплатить им, как только Ови будет найден. Рейк спасает Ови, убивает его похитителей и отвозит к месту эвакуации, однако не получает денежный перевод за выполнение задания. Вместо этого Саджу убивает других участников команды  Рейка, намереваясь самолично вернуть Ови и не платить денег группе наёмников. Узнав о побеге Ови, Асиф приказывает немедленно блокировать Дакку, перекрыв в городе все мосты.
Хан вызывает вертолёт, чтобы вывезти Рейка за пределы города, и велит ему бросить Ови, так как им не заплатят по контракту. Рейк, которого преследуют воспоминания о собственном сыне, умершем в юном возрасте от лимфомы, отказывается. Сбежав от Саджу, коррумпированных полицейских и спецназовцев, Рейк вступает в схватку с бандой малолетних преступников во главе с Фархадом — подростком, полным решимости произвести впечатление на Асифа.  Рейк звонит своему другу Гаспару, бывшему армейскому товарищу, живущему в Дакке, и они с Ови укрываются у него дома. Гаспар рассказывает, что Асиф предложил за Ови вознаграждение в 10 млн долларов, которое он предлагает разделить, если Рейк позволит ему убить Ови. Рейк отказывается и начинает драку с Гаспаром, который берёт верх, но в него стреляет Ови, нанеся смертельное ранение.
Рейк звонит Саджу и просит его о помощи, чтобы совместно  сбежать из Дакки. Рейк затевает перестрелку с военными, отвлекая внимание от Саджу и Ови, которые пытаются пробраться через блок-пост на мосту, после чего прикрывает их проход. Хан и её оставшиеся наёмники приближаются с противоположной стороны моста, а Асиф наблюдает за ситуацией из своей резиденции. В последовавшей перестрелке полковник Рашид выстрелом из снайперской винтовки убивает Саджу, в свою очередь Хан убивает Рашида; раненый Рейк просит Ови бежать к вертолёту Хан.
Рейк пытается следовать за ним, однако Фархад стреляет ему в шею. Увидев, что Ови в безопасности, Рейк бросается в реку. Ови, Хан и команда эвакуации улетают в Мумбаи.
Восемь месяцев спустя Хан убивает Асифа в мужском туалете. Ови прыгает в школьный бассейн, а после всплытия на поверхность видит белого мужчину, наблюдающего за ним.

## В ролях
- Крис Хемсворт — Тайлер Рейк, бывший боец австралийского спецназа, ставший наёмником.
- Рудракш Джайсвал — Ови Махаджан-мл., сын индийского наркобарона Ови Махаджана-ст.
- Рандип Худа — Саджу Рав, бывший спецназовец индийской армии и охранник Ови.
- Гольшифте Фарахани — Ник Хан, наемница и напарница Тайлера.
- Панкадж Трипати — Ови Махаджан-ст., находящийся в заключении наркобарон, отец Ови.
- Дэвид Харбор — Гаспар, бывший армейский товарищ Тайлера, живущий в Дакке.
- Прияншу Пайнюли — Амир Асиф, бангладешский наркобарон, который похищает Ови.
- Судипто Балав — Шадек, подручный Амира Асифа.
- Адам Бесса — Яз Хан.
- Шатаф Фигар — Баджулр Рашид, полковник элитных войск Бангладеш, работающий на Амира.
- Сурадж Рикаме — Фархад, мальчик, который хочет стать подручным Амира Асифа.
- Неха Махаджан — Нейса Рав, жена Саджу.
- Сэм Харгрейв — Гейтан, наёмник и напарник Тайлера.

## Производство
31 августа 2018 года было объявлено, что Сэм Харгрейв станет режиссёром фильма «Дакка» по сценарию Джо Руссо. Кроме того, Крис Хемсворт должен был исполнить главную роль в этом фильме. В ноябре 2018 года весь актёрский состав был полностью определён.
Производство началось в Ахмадабаде и Мумбаи в ноябре 2018 года. Затем съёмки проходили в Банпонге, Ратбури, Таиланд, и Дакке, Бангладеш. Актёры остались в Накхонпатхоме. Основное производство закончилось в марте 2019 года. Название фильма было изменено на «Из огня», прежде чем 19 февраля 2020 года стало известно, что окончательным названием фильма будет «Тайлер Рейк: Операция по спасению».

## Релиз
В дебютные выходные «Тайлер Рейк» возглавил десятку программ на Netflix, а на второй неделе опустился в рейтинге на шестое место (третье среди фильмов). Netflix прогнозировал, что в течение первых четырёх недель после премьеры фильм посмотрят около 90 млн домохозяйств, что сделает его самой успешной кинопремьерой сервиса. В июле 2020 года Netflix сообщил, что за четыре недели после выхода фильм посмотрели 99 млн семей, что является рекордом для оригинальных фильмов Netflix. В последней десятке на октябрь 2020 года фильм оставался самым популярным по количеству просмотров, удерживая первую строчку рейтинга за 2020 год.

## Критика
На сайте Rotten Tomatoes рейтинг одобрения фильма составляет 67 % на основе 218 обзоров со средней оценкой 6,15/10.

## Продолжение
В начале мая 2020 года стало известно, что Netflix запустил в разработку продолжение «Эвакуации». Джо Руссо подписал контракт на сценарий к новой части.  Фильм вышел 16 июня 2023 года на Netflix под названием Тайлер Рейк: Операция по спасению 2.
В июне 2023 года режиссёр Сэм Харгрейв объявил, что будет снят третий фильм, посвященный похождениям наёмника Тайлера Рейка.